# Platax pinnatus
Espèce
Platax pinnatus, le poisson-chauve-souris rouge ou platax ombré à nageoires jaunes, est une espèce de poissons marins de la famille des Ephippidae. On le trouve dans l'océan Indo-Pacifique. Il mesure jusqu'à 45 cm de long.

Platax pinnatus
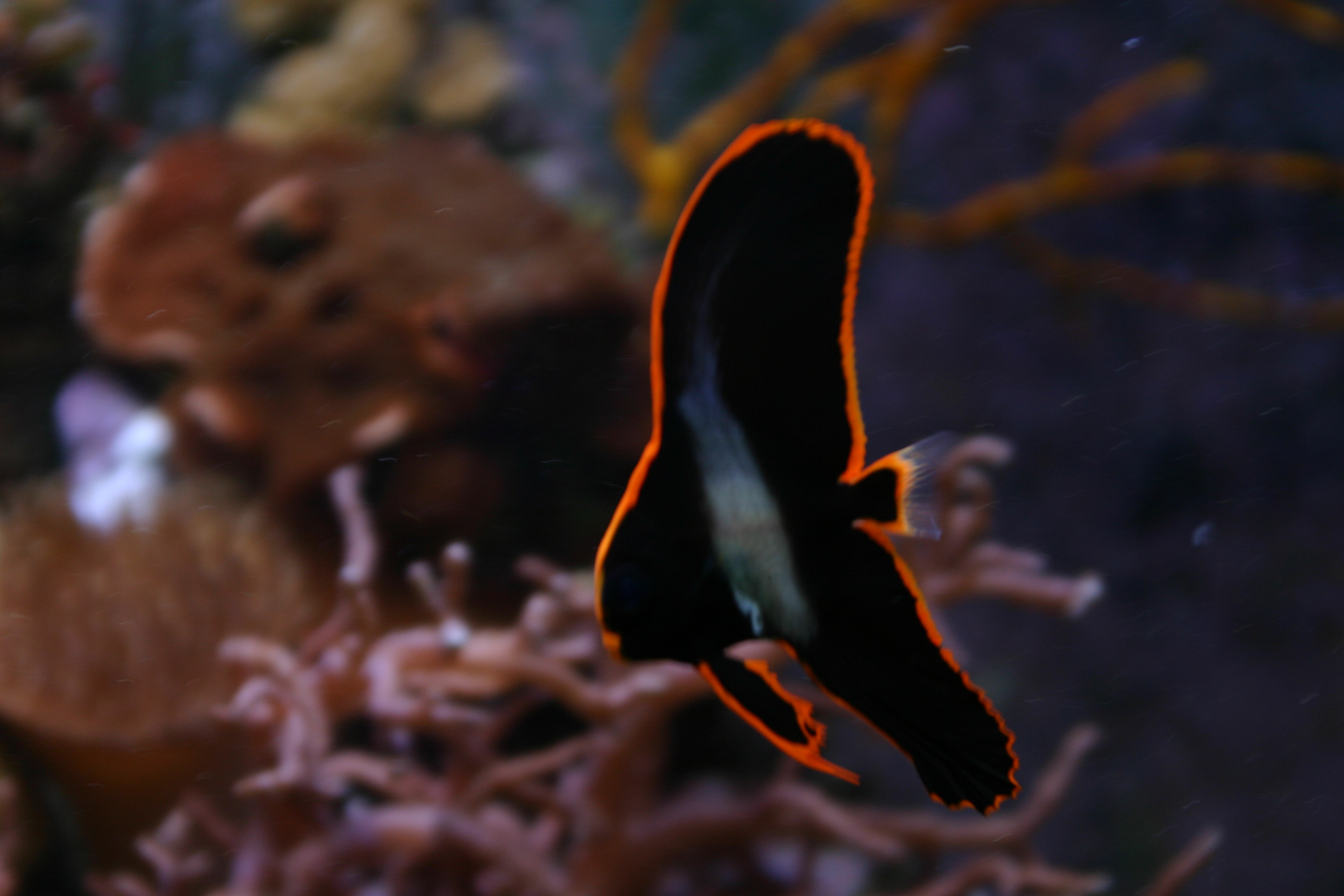
Juvénile
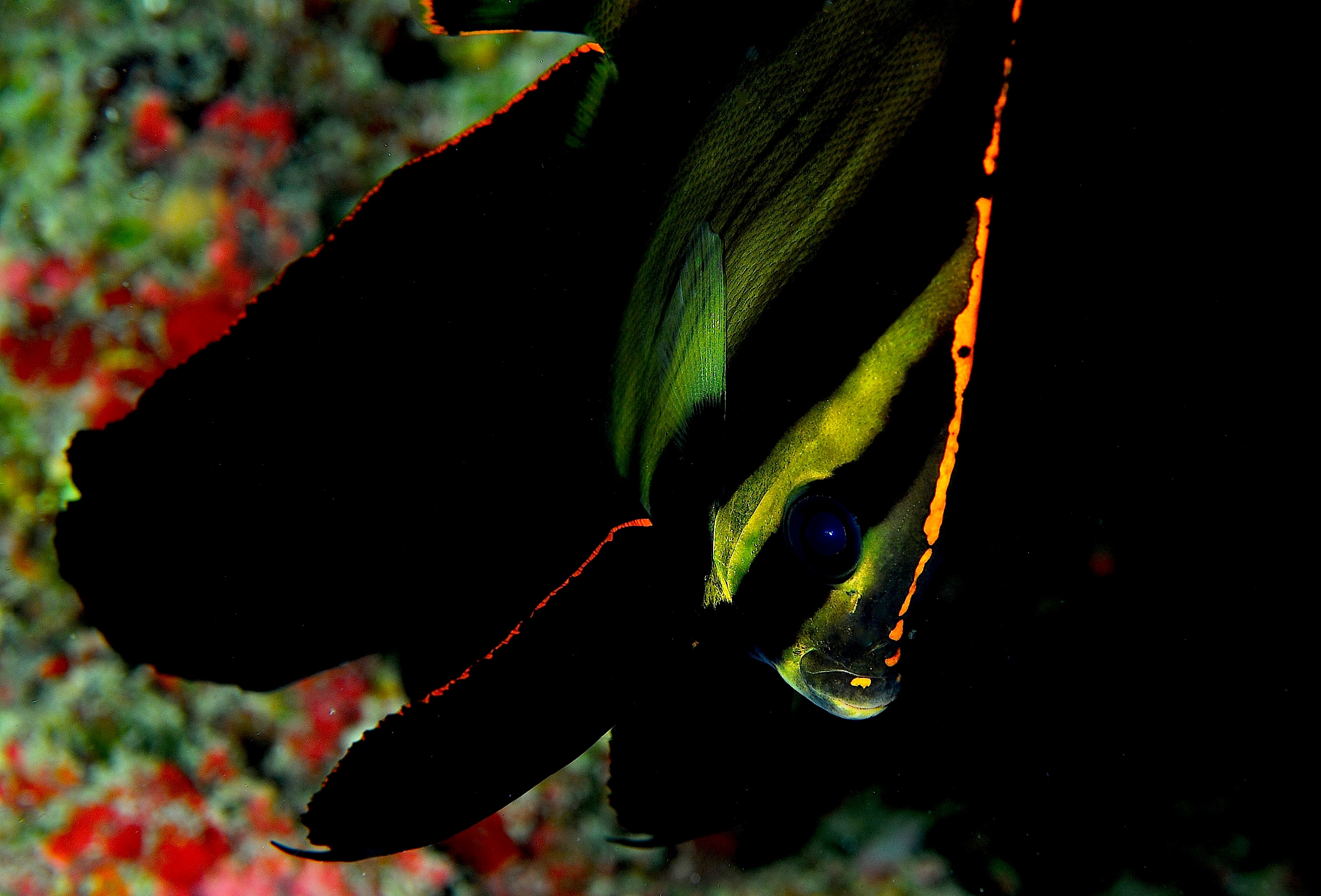
Juvénile
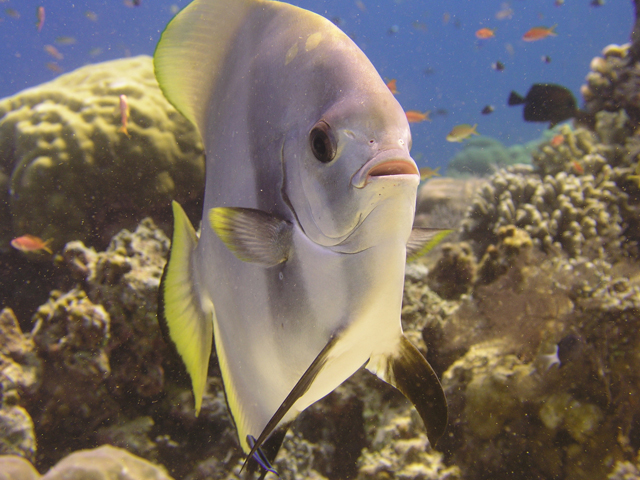
Adulte
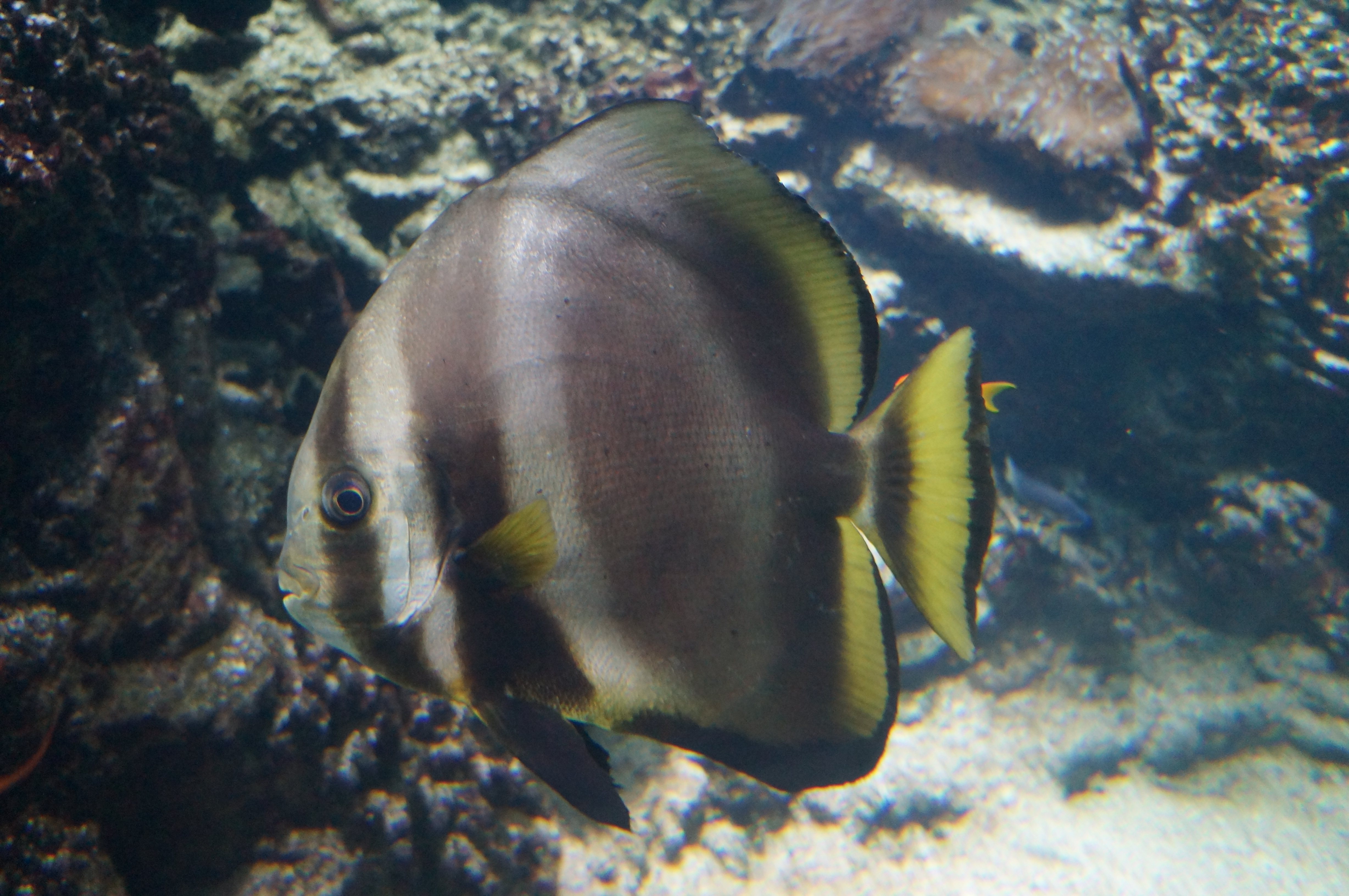
Adule